# Fortunate Son
Singles de Creedence Clearwater Revival
Green River / Commotion
(1969) Travelin' Band / Who'll Stop the Rain
(1970)
Pistes de Willy and the Poor Boys
Feelin' Blue Don't Look Now (It Ain't You or Me)
Fortunate Son est une chanson du groupe de rock américain Creedence Clearwater Revival écrite et composée par John Fogerty, sortie en 1969 sur l'album Willy and the Poor Boys. Le titre avait auparavant été publié en septembre de la même année sur un single qui comprenait également la chanson Down on the Corner. Le 20 décembre 1969, le single atteint la troisième place du classement Billboard Hot 100. En décembre de l'année suivante, la Recording Industry Association of America qui représente la société du disque récompense le titre d'un Disque d'Or. Depuis le 23 juin 2025, il est certifié octuple disque de platine pour 8 millions d'unités vendues aux États-Unis, incluant le format numérique.
En 1995, la chanson est sélectionnée par le Rock and Roll Hall of Fame comme l'une des « 500 chansons qui ont façonné le rock 'n' roll ».
En 2003, elle est classée par Rolling Stone magazine au 99e rang  parmi les « 500 meilleures chansons de tous les temps ».
En 2006, le magazine Pitchfork classe Fortunate Son à la 17e place des « 200 plus grandes chansons des années 1960 »,.
En 2013, la chanson est ajoutée au Registre national des enregistrements tenu par la Bibliothèque du Congrès pour son importance « culturelle, historique ou esthétique »,.
En 2014, elle reçoit le Grammy Hall of Fame Award. 

## Genèse
La chanson s'inscrit dans le cadre de la contre-culture des années 1960 en tant qu'hymne pacifiste. Elle critique notamment le patriotisme exacerbé et les citoyens qui soutiennent l'intervention armée tout en refusant d'en faire les frais (physiquement ou financièrement). Sortie au cours de la guerre du Viêt Nam, Fortunate Son ne propose pas une attaque explicite de ce conflit en particulier. Cependant, les références évidentes aux élites américaines qui donnent naissance aux « fils fortunés » et surtout l'absence de prise de responsabilité de ces familles dans le coût humain de la guerre sont facilement mises en relation avec le contexte d'alors. L'inspiration directe des paroles est le mariage entre David Eisenhower, petit-fils du président Dwight David Eisenhower, et Julie Nixon, fille du président Richard Nixon, en 1968. L'auteur des paroles et chanteur du groupe, John Fogerty a déclaré au magazine Rolling Stone : « Julie Nixon sortait avec David Eisenhower, et tu avais simplement l'impression qu'aucune de ces personnes n'allait être impliquée dans la guerre. En 1968, la majorité du pays pensait que le moral des troupes était bon, et quatre-vingts pour cent de la population se disaient en faveur de la guerre. Mais pour ceux d'entre nous qui y regardaient de plus près, nous savions que nous allions au-devant d'ennuis. »,

## Postérité: reprises, citations
Depuis sa sortie, la chanson a été jouée lors de nombreuses manifestations s'opposant à la guerre et aux élites, principalement aux États-Unis. Mais sa popularité est telle qu'elle est également utilisée lors d’occasions très diverses.
De nombreux artistes et groupes ont proposé leur reprise de Fortunate Son parmi lesquels Bob Seger, Brandi Carlile, Pearl Jam, Kid Rock, U2, Sleater-Kinney, La Renga, Dropkick Murphys, Bruce Springsteen ou encore Santana.
Avec Johnny Hallyday, le titre devient : Le fils de personne.

### Utilisation au cinéma et à la télévision
Le lien de la chanson avec la guerre du Viêt Nam est souligné par sa présence dans plusieurs scènes de films ayant trait à ce conflit. Ainsi, dans Forrest Gump de Robert Zemeckis, le titre est joué lorsque Forrest et Bubba sont à bord d'un hélicoptère après avoir été envoyés au Viêt Nam. C'est encore le cas dans Tonnerre sous les tropiques de Ben Stiller qui raconte le tournage fictif d'un film sur cette guerre. Un épisode d'American Dad! intitulé Rambo Junior utilise la chanson lors d'une reconstitution de la guerre du Viêt Nam.
D'autres films font figurer Fortunate Son sans faire référence de façon évidente au conflit : il s'agit par exemple de Die Hard 4 : Retour en enfer ou bien de Prefontaine sorti en 1997. La chanson est présente dans le générique de fin de Battleship.
À la télévision, plusieurs séries télévisées ont pu utiliser la chanson : elle figure dans l'épisode 108 de Sons of Anarchy, dans un épisode de la saison 3 de Chuck intitulé Chuck est en panne ainsi que dans un épisode de Las Vegas.
On peut également entendre la chanson dans les films Les Petits Mouchoirs (2010) de Guillaume Canet et War Dogs (2016).
Le morceau fait aussi partie de la bande originale du film Logan Lucky (2017), de Steven Soderbergh.

### Utilisation publicitaire
La marque Wrangler s'en est servi pour promouvoir ses jeans au début des années 2000, ce qui avait déplu à John Fogerty.

### Utilisation dans les jeux vidéo
Plusieurs jeux s'inscrivant dans le cadre de la guerre incluent la chanson dans leur bande originale. Elle est présente dans l'introduction de Battlefield Vietnam sorti en 2004. En 2010, une bande-annonce pour Battlefield: Bad Company 2 Vietnam utilise le titre lors du salon de l'E3. Call of Duty: Black Ops inclut Fortunate Son dans le jeu de façon anachronique : en effet la chanson est entendue lors de la bataille de Khe Sanh qui a lieu en 1968, soit un an avant la sortie réelle du titre. Homefront, sorti en 2011, et BioShock Infinite comprennent eux aussi la chanson.
Trois jeux vidéo musicaux ont intégré la chanson à leur playlist : Rock Band propose une reprise dans un contenu téléchargeable en 2007, Rock Band 3 et Guitar Hero 6: Warriors of Rock offrent la version originale en 2010.
GTA 5 a ajouté cette chanson à la radio du jeu ainsi que Watch Dogs 2 dans son application de musique. On peut également entendre le titre joué dans le jeu vidéo Mafia III.
Le nom d'une quête y fait référence dans le jeu Cyberpunk 2077, sorti en 2020.

### Utilisations politiques
Fortunate Son est un titre explicitement politique, mais il a pourtant déjà été employé à contre-sens par des personnalités issues de camps politiques diamétralement opposés à celui de son auteur.
Lors de la parade célébrant les 250 ans de l'armée des États-Unis d'Amérique, Fortunate Son a été diffusé, ce que de nombreux observateurs ont spontanément jugé ironique. En effet, cet hymne pacifiste s'en prend aux élites qui envoient des troupes mener leurs guerres sans pour autant risquer leurs vies ou celles de leurs enfants. Le président Donald Trump, dont l'anniversaire tombait le jour même de la parade, est connu pour avoir échappé à la conscription lors de la guerre du Vietnam, ayant été réformé du fait d'une exostose. Le même titre avait été utilisé par l'équipe de Donald Trump au cours de la campagne présidentielle de 2020, ce qui avait motivé une protestation de la part de l'auteur, John Fogerty : « I wrote this song because, as a veteran, I was disgusted that some people were allowed to be excluded from serving our country because they had access to political and financial privilege. I also wrote about wealthy people not paying their fair share of taxes. Mr. Trump is a prime example of both this issues. ».

## Certifications
| Pays                       | Certification | Date       | Unités certifiées |
| -------------------------- | ------------- | ---------- | ----------------- |
| Allemagne (BVMI)           | Or            | 2023       | 200 000           |
| Brésil (Pro-Música Brasil) | Or            | 2024       | 30 000            |
| Danemark (IFPI Danmark)    | Platine       | 31/01/2023 | 90 000            |
| Espagne (Promusicae)       | 2 × Platine   | 2024       | 120 000           |
| États-Unis (RIAA)          | 8 × Platine   | 23/06/2025 | 8 000 000         |
| Italie (FIMI)              | Platine       | 2021       | 70 000            |
| Nouvelle-Zélande (RMNZ)    | 5 × Platine   | 29/08/2024 | 150 000           |
| Royaume-Uni (BPI)          | 2 × Platine   | 17/05/2024 | 1 200 000         |